# Anatolij Bida
Anatolij Płatonowycz Bida, ukr. Анатолій Платонович Біда, ros. Анатолий Платонович Беда, Anatolij Płatonowicz Bieda (ur. 12 września 1950 w Krzywym Rogu, Ukraińska SRR, zm. 2005, Ukraina) – ukraiński piłkarz, grający na pozycji obrońcy, trener piłkarski.

## Kariera piłkarska
W 1969 rozpoczął karierę piłkarską w drużynie Krywbas Krzywy Róg. W 1975 przeszedł do Nistru Kiszyniów, a latem 1976 powrócił do klubu z Krzywego Rogu. W 1978 został piłkarzem Krystału Chersoń. W 1980 ponownie wrócił do Krywbasa Krzywy Róg. W 1981 został zaproszony do Kołosu Nikopol, w którym zakończył karierę piłkarza.

## Kariera trenerska
Po zakończeniu kariery piłkarza rozpoczął pracę szkoleniowca. W 1990 dołączył do sztabu szkoleniowego Krywbasa Krzywy Róg. Po dymisji Hennadija Łysenczuka do końca sezonu 1991 przez 13 kolejek prowadził klub. Potem pozostał pomagać trenować piłkarzy Krywbasa Krzywy Róg. W kwietniu 1995 pełnił obowiązki głównego trenera klubu.
W 2005 tragicznie zginął w wieku 55 lat.

## Sukcesy i odznaczenia

### Sukcesy piłkarskie
Krywbas Krzywy Róg
- mistrz Ukraińskiej SRR: 1971, 1976